# Stippentangare
De stippentangare (Ixothraupis varia synoniem: Tangara varia) is een zangvogel uit de familie Thraupidae (tangaren). 

## Verspreiding en leefgebied
Deze soort komt voor van zuidelijk Venezuela tot de Guyana's en noordelijk amazonisch Brazilië.